# Placinolopha bedoti
Placinolopha bedoti är en svampdjursart som beskrevs av Topsent 1897. Placinolopha bedoti ingår i släktet Placinolopha och familjen Plakinidae.
Artens utbredningsområde är havet kring Indonesien. Inga underarter finns listade i Catalogue of Life.